# Birmingham-Shuttlesworth International Airport

i7
i11
i13
Der Birmingham-Shuttlesworth International Airport (IATA-Code: BHM, ICAO-Code: KBHM) ist ein Flughafen in Birmingham, der größten Stadt des US-Bundesstaats Alabama.

## Lage und Verkehrsanbindung
Der Birmingham-Shuttlesworth International Airport liegt sieben Kilometer nordöstlich des Stadtzentrums von Birmingham. Südlich des Flughafens verlaufen die Interstate 59 und der U.S. Highway 11. Außerdem geht die Interstate 20 südlich des Flughafens in die Trasse der Interstate 59 über.
Der Birmingham-Shuttlesworth International Airport ist durch Busse in den öffentlichen Personennahverkehr eingebunden. Die MAX Transit Route 20 fährt den Flughafen regelmäßig an.

## Geschichte
Der Flughafen wurde am 31. Mai 1931 mit der ersten Landung einer Maschine der American Airways als Teil der Verbindung von Atlanta nach Fort Worth eröffnet. Als zweite Fluggesellschaft nahm Eastern Air Lines Birmingham 1934 in den Flugplan auf. Mit zunehmendem Flugverkehr wurde die ursprüngliche Start- und Landebahn 1939 verlängert und um eine zweite ergänzt.
Im Zweiten Weltkrieg wurde der Flughafen den United States Army Air Forces zur Verfügung gestellt, die bis zur Rückgabe an die Stadt Birmingham im August 1948 Erweiterungen im Wert von 2 Millionen Dollar (entspricht 26 Millionen Dollar in heutiger Kaufkraft) hinzufügte, darunter Rollwege und ein Kontrollturm.
In den 1950er Jahren wurde die nordöstlich verlaufende Landebahn auf 10.000 ft (3.048 m) verlängert. Die erste regelmäßige Flugverbindung mit Strahlflugzeugen richtete United Airlines 1962 mit einer Sud Aviation Caravelle ein. Eine umfassende Erweiterung im Wert von 13 Millionen Dollar (entspricht 92 Millionen Dollar in heutiger Kaufkraft), die auch ein zweites Terminal einschloss, wurde 1973 abgeschlossen.
Nach weiteren Erweiterungen in den 1980er und 1990er Jahren wurde der Flughafen 1993 in Birmingham International Airport umbenannt. Im Jahr 2008 beschloss der Stadtrat einstimmig, den Flughafen nach dem Bürgerrechts-Aktivisten Fred Shuttlesworth zu benennen.
Seit einigen Jahren dient der Flughafen Birmingham auch immer mehr als Flugzeugfriedhof, auf dem Flugzeuge während vorübergehender Stilllegung abgestellt, oder aber ausgeschlachtet und verwertet werden.

## Fluggesellschaften und Ziele
Die Fluggesellschaften American Airlines, Delta, Southwest, United und Spirit bieten Linienflugverbindungen zu Zielen innerhalb der Vereinigten Staaten an.

## Verkehrszahlen
| Jahr | Fluggast-aufkommen | Luftfracht (Tonnen) (mit Luftpost) | Flugbewegungen (mit Militär) |
| ---- | ------------------ | ---------------------------------- | ---------------------------- |
| 2018 | 2.972.776          |                                    |                              |
| 2017 | 2.705.014          | 22.532                             | 96.053                       |
| 2016 | 2.652.233          | 20.842                             | 94.651                       |
| 2015 | 2.695.399          | 21.563                             | 90.002                       |
| 2014 | 2.624.665          | 20.888                             | 94.534                       |
| 2013 | 2.686.393          | 19.879                             | 86.987                       |
| 2012 | 2.864.058          | 22.900                             | 102.744                      |
| 2011 | 2.902.086          | 23.130                             | 104.024                      |

### Verkehrsreichste Strecken
| Rang | Stadt                     | Passagiere | Fluggesellschaft       |
| ---- | ------------------------- | ---------- | ---------------------- |
| 01   | Atlanta, Georgia          | 397.760    | Delta                  |
| 02   | Charlotte, North Carolina | 111.780    | American Eagle         |
| 03   | Dallas/Fort Worth, Texas  | 102.850    | American Eagle         |
| 04   | Orlando, Florida          | 088.880    | Frontier, Southwest    |
| 05   | Houston–Bush, Texas       | 081.290    | United                 |
| 06   | Chicago–O’Hare, Illinois  | 079.610    | American Eagle, United |
| 07   | Dallas–Love, Texas        | 079.240    | Southwest              |
| 08   | Houston-Hobby, Texas      | 066.380    | Southwest              |
| 09   | Chicago–Midway, Illinois  | 061.230    | Southwest              |
| 10   | Denver, Colorado          | 056.720    | Frontier, United       |

## Zwischenfälle
- Am 6. Januar 1946 überrollte eine Douglas DC-3-392 der US-amerikanischen Pennsylvania-Central Airlines (Luftfahrzeugkennzeichen NC21786) das Landebahnende auf dem Birmingham Municipal Airport. Die Maschine war viel zu hoch und zu schnell angeflogen worden und hatte erst sehr spät aufgesetzt. Hinter dem Landebahnende durchbrach sie einen Zaun und kam in einem Bach zum Stehen. Drei Crewmitglieder starben, alle sieben Passagiere sowie ein weiteres Besatzungsmitglied überlebten.[10]

- Am 14. August 2013 wurde ein Airbus A300-600F der Frachtfluggesellschaft UPS Airlines (N155UP) während des Landeanflugs auf den Birmingham-Shuttlesworth International Airport etwa 1000 Meter vor der Landebahn in den Boden geflogen. Bei diesem CFIT (Controlled flight into terrain) starben beide Piloten (siehe auch UPS-Airlines-Flug 1354).[11]